# アバフ・タカリク
アバフ・タカリク（Abaj Takalik）ないしタカリク・アバフは、メキシコ、チャパス州に隣接するグアテマラ、レタルレウ県（Retalhuleu）のエル・アシンタル市（El Asintal）管内、イシュチャヤ川（Ixchayá）の渓谷の西岸に位置する先古典期中期から後期（紀元前1000年頃～紀元後250年）にかけて繁栄した祭祀センターであって、多くの貴重な石碑や石彫の存在で知られる遺跡である。

## 遺跡名
「アバフ・タカリク」の遺跡名は、この遺跡を研究していたアメリカの考古学者スザンヌ・マイルスが、スペイン語で一旦piedra paradaと名づけた遺跡名をキチェー語のabaj（石）とtakalik（立ち並ぶ）を当てて改称したものである。以来、アメリカや日本では、この遺跡名で知られてきたが、キチェー語の語順では、タカリク・アバフが正しいため、最近、地元の希望で、グアテマラ政府が「タカリク・アバフ（Takalik Abaj）」を正式名称にしたようであるが、この記事では、学界や読書界で定着している「アバフ・タカリク」を用いる。

## 立地及び景観

アバフ・タカリク及びメキシコ南部・グアテマラ太平洋岸斜面の先古典期の遺跡の位置

遺跡は、太平洋岸斜面の標高680mから580mでゆるやかに北から南へ傾斜する斜面上に立地し、メキシコとエルサルバドルを含む南方を結び、かつ、グアテマラ高地と太平洋岸を結ぶ交易をおこなうのに格好の拠点であったと考えられ、標高680mから660mに位置する北部グループ、その南西に位置する西グループ、北部グループの真南、標高630mから580mに位置する中央グループに区分される。遺跡の存在は19世紀後半から知られていたが、もともとうっそうとした熱帯雨林に被われていて、わずかに石碑やマウンドがあることが判別できる程度であったが、サトウキビやコーヒーのプランテーションが行なわれるとその全貌が認められるようになった。しかし、イシュチャ渓谷の急斜面部分はいまだに熱帯林におおわれている。1976年に、カルフォルニア大学バークレー校のジョン・グラハムが調査をおこなっている。
アバフ・タカリクの景観は、斜面を利用して平坦な基壇が階段状に連なっている状況である。斜面の上に階段状に土を盛ってマウンドを築いたのか、もともとの地山を切りこんでマウンドを築いたのかは不明であるが、ひとつひとつの基壇の大きさが、幅140mから220mまで多様であり、高さも4.6mのものから9.4mのものまでばらばらであって、一定していないことを考えるともともとの地山を利用した可能性が高いと思われる。基壇の表面には丸石が用いられている。階段を持っている大きな基壇は表面に近隣地から採取した安山岩の分厚いブロックを貼っている。

## オルメカ様式の石彫
アバフ・タカリクには、オルメカ様式の石彫が多く見られる。丸石に刻んだ記念碑1号、浅浮き彫りの記念碑18号、深く曲線状に人物の坐像を刻み込んだ記念碑14号、メキシコ湾岸に見られる巨石人頭像タイプの記念碑23号、丸い形状の石彫の55号、テーブル状の祭壇のような記念碑57号などである。これらの石彫は、再利用ということがあれば、まさしくそのように再利用されて、もともとのものを壊したり、ひっくり返したり、分割したりして、利用している。たとえば、記念碑16号と17号は、もともと柱状の人頭像であったが基壇7号の上に置かれていた。また特筆すべきなのが23号で、中央グループの主神殿にあたる基壇5号の北側の基壇3号の東側にほかの石彫とならんで発見されたが、もともとの巨石人頭像の垂直軸に逆らって、その顔と眼球の部分を深く掘りこみ、巨石人頭の片方の耳の部分を削り取る形で、壁龕状におおきな「くぼみ」をつくり、足を交差させた人物の坐像を彫りこんでいる。巨石人頭像も「壁龕」の中の足を交差させた人物坐像もオルメカ様式のものである。これについて、ジョン・グラハムは、アバフ・タカリクがオルメカの支配下にあって、その支配者の下で働いていた職業彫刻家がオルメカの儀礼の文脈に合致する石彫をその支配者の指示のもとに造っていたと考えている。

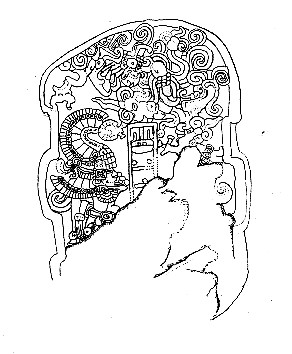
アバフ・タカリク石碑2号

## 長期暦を刻んだ石碑
また、アバフ・タカリクで注目されるのが、かってイサパ様式とされた先古典期後期あるいは終末に位置づけられる長期暦を刻んだ石碑である。石碑2号は、下半分が欠損しているものの、いわゆるcycle7、すなわち7バクトゥンの日付けを刻んだメソアメリカ最古の可能性を持つ石碑である。もし、カトゥンの「位」が6であれば、7.6.0.0.0.として、一番古くて紀元前235年までさかのぼることになる。また仮に16であっても7.16.0.0.0.であれば、紀元前38年になるので最も古くなる可能性を持っている。7.16.19.17.19であれば紀元前18年に当たる。
また、8.2.2.10.5.〔7チクチャン18ウオ〕（紀元83年）と8.4.5.17.11.〔7チュエン14カヤブ〕（紀元126年）の日付けを刻んだ石碑5号も古い長期暦の日付けが刻まれた石碑として知られている。

## 世界遺産
2023年に国際連合教育科学文化機関（UNESCO）の世界遺産リストに登録された。

### 登録基準
この世界遺産は世界遺産登録基準のうち、以下の条件を満たし、登録された（以下の基準は世界遺産センター公表の登録基準からの翻訳、引用である）。
- (2) ある期間を通じてまたはある文化圏において、建築、技術、記念碑的芸術、都市計画、景観デザインの発展に関し、人類の価値の重要な交流を示すもの。
- (3) 現存するまたは消滅した文化的伝統または文明の、唯一のまたは少なくとも稀な証拠。